# Waterkefir

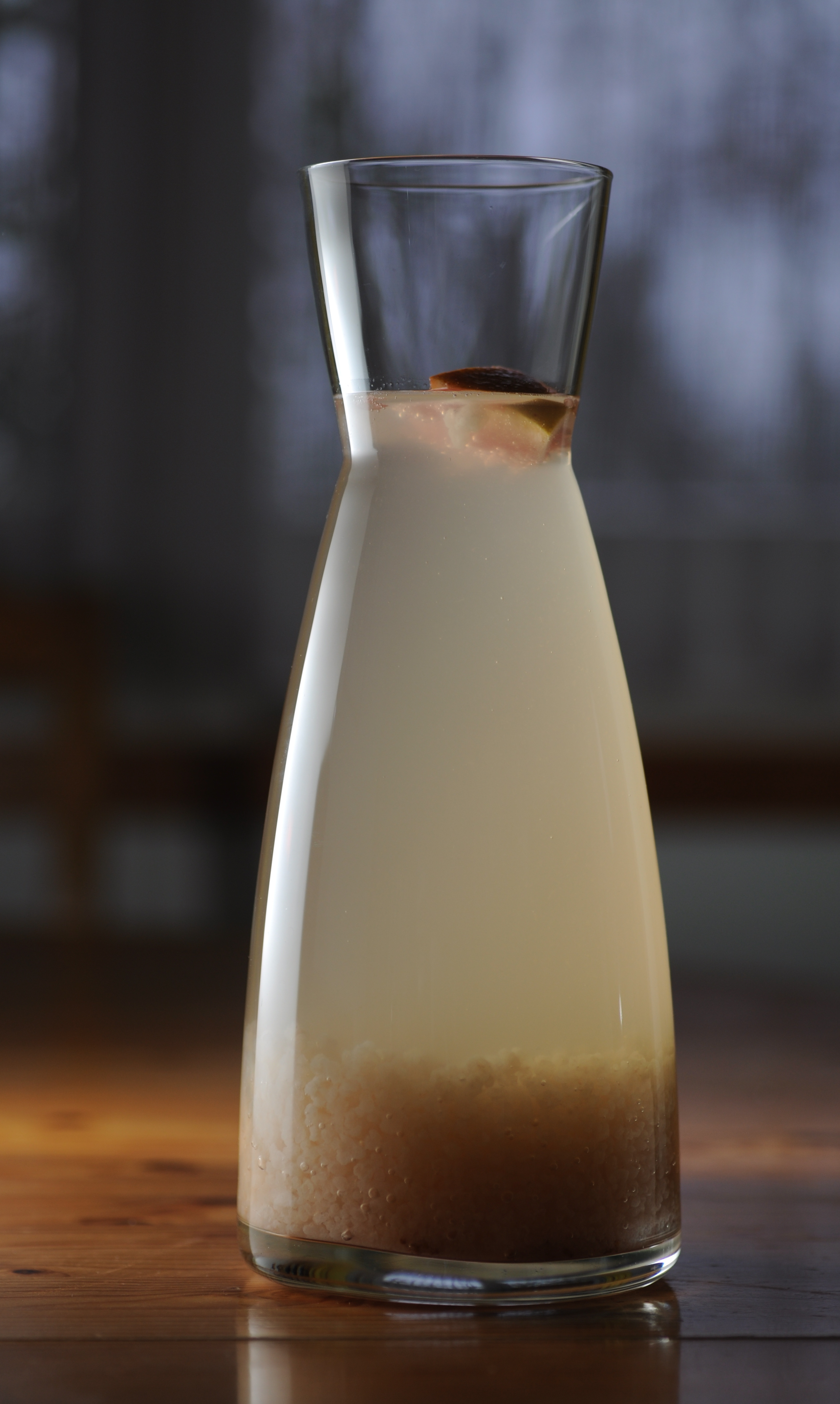
Waterkefir na 2 dagen fermentatie

Waterkefir, ook bekend als tibicos, is een gefermenteerde drank die wordt bereid door waterkefirkorrels toe te voegen aan een suikerhoudende vloeistof. De drank wordt vaak thuis bereid als alternatief voor melkgebaseerde probiotica zoals kefir of kombucha.

## Kenmerken
De waterkefirkorrels bestaan uit een symbiotische mix van bacteriën en gisten die samen een polysacharide biofilm vormen. De korrels verschillen in uiterlijk van melkkefirkorrels: deze zijn "bloemkoolachtig", terwijl waterkefirkorrels hoekiger van vorm zijn. Beide zijn melkachtig wit en licht doorschijnend.
Zoals de naam suggereert, is water de basis van waterkefir. Daaraan worden doorgaans suiker, citrusvruchten (zoals citroen) en gedroogd fruit (zoals vijgen) toegevoegd. Er kan ook gebruik worden gemaakt van thee als basis. Tijdens fermentatie worden onder andere melkzuur, ethanol en koolzuurgas geproduceerd, wat zorgt voor een licht bruisend karakter.

## Bereiding
De korrels worden gewoonlijk 24 tot 48 uur in een suikerhoudende vloeistof op kamertemperatuur (20–30°C) bewaard. Na deze eerste fermentatie (F1) kan een tweede fermentatie (F2) plaatsvinden in een afgesloten fles met extra smaakmakers (zoals fruit of kruiden), om meer smaak en koolzuur te ontwikkelen.
Voor een goede groei van de korrels is het belangrijk dat het water een zekere bufferende werking heeft; calcium of waterstofcarbonaat (zoals aanwezig in mineraalwater) kan dit ondersteunen.

## Micro-organismen
De microbiële samenstelling van waterkefirkorrels varieert, maar typische bacteriegroepen zijn Lactobacillus, Lactococcus lactis, streptokokken, en Leuconostoc. Veelvoorkomende gisten zijn onder andere soorten van Saccharomyces, Candida, Kluyveromyces en Kloeckera.
Tijdens fermentatie ontstaan gunstige probiotica, samen met diverse vitaminen, waaronder B1, B2, B6, B8 (biotine), B12, C en D.

## Andere benamingen
Waterkefir is wereldwijd bekend onder verschillende namen, waaronder tibi, Japanse kristallen, California bees, bébées, ginger bees, en Japanese beer seeds.